# 코트디부아르의 구

코트디부아르의 구

코트디부아르의 구(프랑스어: districts de Côte d’Ivoire)는 코트디부아르의 최상위 행정 구역이다. 2011년 9월에 지방 행정의 분권화 차원에서 기존의 19개 주를 개편하여 신설되었다. 코트디부아르에는 14개 구가 있는데 아비장, 야무수크로는 별도의 자치구를 형성하고 있다. 나머지 12개 구는 다시 31개 주(région), 108개 도(département), 510개 하위 현(sous-préfectures)으로 나뉜다.
코트디부아르의 구는 중앙정부(내각)에서 임명한 구청장이 이끌고 있는데 다음과 같은 임무를 수행하고 있다.
- 지역 개발 프로젝트 관리
- 지역 격차를 최소화하기 위한 지역 전체에 걸친 국가 차원의 투자 및 프로그램 적용 범위에 대한 균형 유지
- 대규모 그룹의 경제적 및 문화적 잠재력 촉진
- 지역주의 대응

## 구 목록

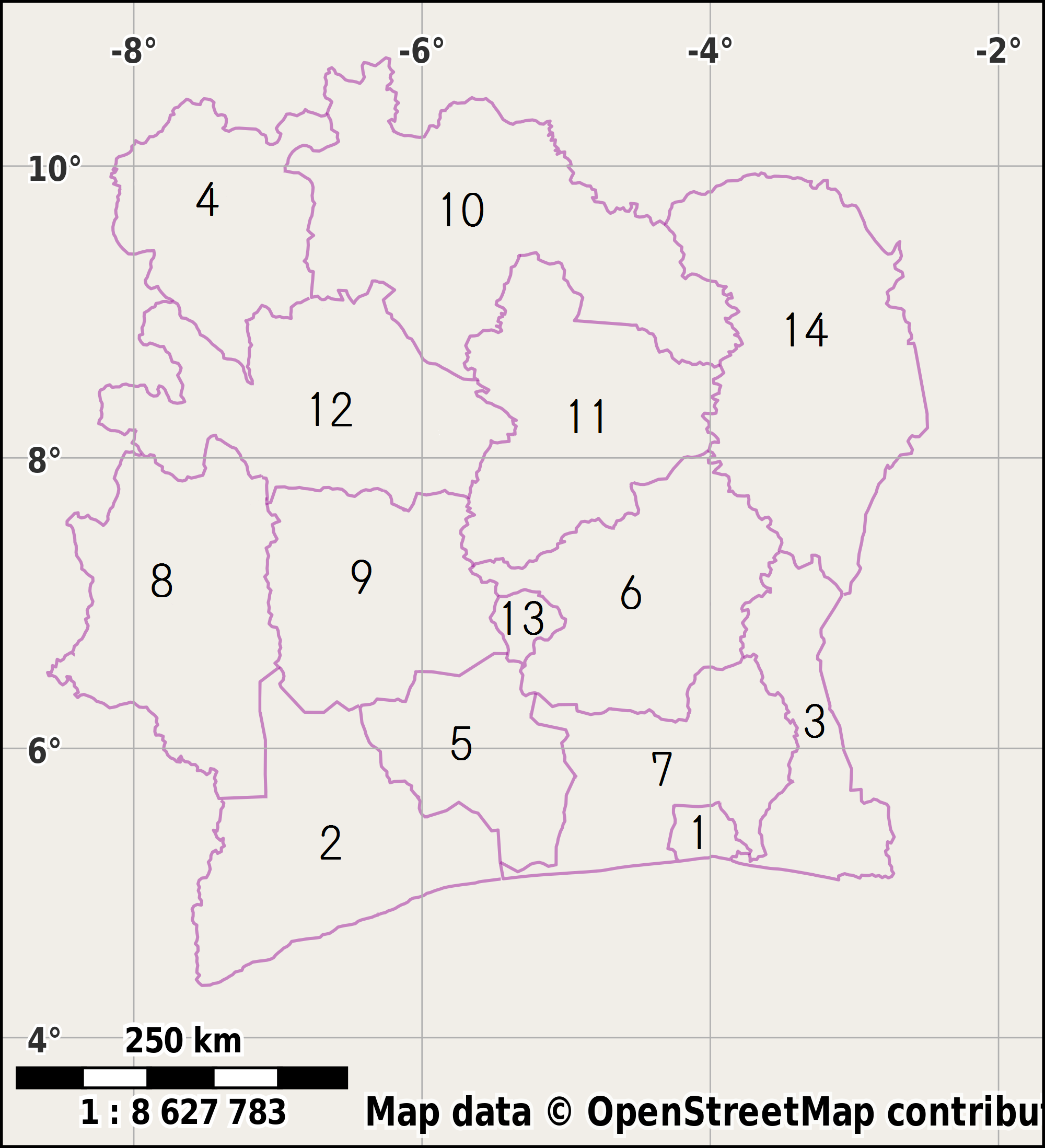
코트디부아르의 구

- 아비장 자치구 (District Autonome d'Abidjan, 1번)
- 바사산드라구 (District du Bas-Sassandra, 2번)
- 코모에구 (District du Comoé, 3번)
- 뎅겔레구 (District du Denguélé, 4번)
- 고지부아구 (District du Gôh-Djiboua, 5번)
- 라크구 (District des Lacs, 6번)
- 라귄구 (District des Lagunes, 7번)
- 몽타뉴구 (District des Montagnes, 8번)
- 사산드라마라우에구 (District du Sassandra-Marahoué, 9번)
- 사반구 (District des Savanes, 10번)
- 발레뒤방다마구 (District de la Vallée du Bandama, 11번)
- 워로바구 (District du Woroba, 12번)
- 야무수크로 자치구 (District Autonome du Yamoussoukro, 13번)
- 잔잔구 (District du Zanzan, 14번)

## 같이 보기
- 코트디부아르의 행정 구역
- 코트디부아르의 주